# Rhyacophila glareosa
Rhyacophila glareosa är en nattsländeart som beskrevs av Mclachlan 1867. Rhyacophila glareosa ingår i släktet Rhyacophila och familjen rovnattsländor. Inga underarter finns listade i Catalogue of Life.